# 신나는 노빈손
신나는 노빈손은 대학생 노빈손을 주인공으로 하여 만들어낸 창작형 동화소설이다. 출판사는 뜨인돌이며, 일러스트는 이우일이다. 역사, 과학 등을 소설형식으로 알기 쉽게 설명하고 있다.

### 노빈손 시리즈를 거쳐간작김주영가[1]
강산들(작가), 김경주, 강용범, 남동욱, 박유나, 선희영, 장은선, 허문선, 박경수 등이 이 시리즈를 썼다.

## 등장인물

### 노빈손
노빈손은 이 시리즈의 주인공으로 20세이다. 남의 일에 참견하기를 좋아한다. 겨우 네 가닥의 머리카락과 특이한 외모가 특징이며, 그의 지나치게 겸손한 외모에 걸맞게 여자 친구는 전혀 겸손하지 않은 나말숙이다. 항상 자거나 어떤 사고가 일어나면 다른 세계로 가거나 과거 또는 미래로 간다.

### 나말숙
나말숙은 노빈손의 여자 친구로 동그란 얼굴에 괴팍한 성격이 특징이다.

### 노빈손 엄마
노빈손 엄마는 노빈손의 엄마이다. 본명은 도숙자이다. 노빈손의 입장으론 세상에서 가장 터프(?)한 아줌마이다. 성격은 말숙이와 비슷하다.

## 도서

### 세계 역사탐험 시리즈
- 《노빈손, 피라미드의 비밀을 풀어라》
- 《노빈손의 으랏차차 중국 대장정》
- 《노빈손의 좌충우돌 로마 오디세이》
- 《노빈손의 시끌벅적 일본 원정기》
- 《노빈손의 두근두근 미국 횡단기》
- 《노빈손의 파란만장 영국 유랑기》
- 《노빈손의 올레올레 스페인 탐험기》
- 《노빈손 프랑스대혁명에 불을 지펴라》
- 《노빈손의 사건만발 독일 여행》
- 《노빈손의 위풍당당 러시아 행진곡》
- 《노빈손의 예측불허 터키대모험》
- 《노빈손의 샨티샨티 인도견문록》
- 《노빈손과 상하이 비밀결사단》
- 《노빈손 100년 전 미국에 가다》

### 타임머신 어드벤처 시리즈
- 《노빈손, 아이스케키 공화국을 구하라1,2》
- 《노빈손, 해적 선장의 보물을 찾아라》
- 《노빈손, 티라노의 알을 찾아라》
- 《노빈손의 판타스틱 우주 원정대》
- 《노빈손 이상기후의 정체를 밝혀라》

### 어드벤처 시리즈
- 《로빈슨 크루소 따라잡기》
- 《노빈손의 아마존 어드벤처》
- 《노빈손의 버뮤다 어드벤처》
- 《노빈손의 남극 어드벤처》

### 계절탐험 시리즈
- 《노빈손의 봄 나들이》
- 《노빈손의 여름 사냥》
- 《노빈손의 가을 여행》
- 《노빈손의 겨울나기》

### 한국사 시리즈
- 《노빈손 정조대왕의 암살을 막아라》
- 《노빈손 세종대왕의 화포를 지켜라》
- 《노빈손 이순신의 거북선을 수호하라》
- 《노빈손 사라진 훈민정음을 찾아라》
- 《노빈손 조선 최고의 무역왕이 되다》
- 《노빈손과 왕건과 빨간바지 도적단》
- 《노빈손 조선통신사의 누명을 벗겨라》

### 사이언스 판타지 시리즈
- 《노빈손 미스터리 별 화성 구출 대작전1,2》

### 가다 시리즈
- 《노빈손 에버랜드에 가다》
- 《철새지킴이 노빈손, 한강에 가다》
- 《노빈손, 괴짜 동물들의 천국 갈라파고스에 가다》
- 《노빈손 경찰특공대에 가다》

### 생태 시리즈
- 《노빈손 곤충세계의 마법을 풀어라》

### 학습 시리즈
- 《노빈손 영단어 2000》
- 《노빈손 영단어 1200》
- 《노빈손의 세 줄 영어일기》
- 《초등학생을 위한 노빈손의 한 줄 영어일기》
- 《노빈손 영단어 600》

### 기타
- 《노빈손의 무인도 완전정복》
- 《노빈손 세계도시탐험》

## 노빈손 마니악
노빈손 마니악은 노빈손에 대한 소식지로, 신간 소식이나 과학 상식에 대해서 연재하고 있다. 1년에 네번 발행하며, 2007년 4월 창간되었다. 현재 2013년 기준으로, 18호까지 발행되었다.